# Lamprops obfuscatus
Lamprops obfuscatus är en kräftdjursart som först beskrevs av William B. Gladfelter, och fick sitt nu gällande namn av  1975. Lamprops obfuscatus ingår i släktet Lamprops och familjen Lampropidae. Inga underarter finns listade i Catalogue of Life.